# Sarma (buddyzm)
Sarma (tybetański: གསར་མ, Wylie: gsar ma)– tybetańska nazwa oznaczająca „Nowy przekaz” nauk buddyzmu w Tybecie i regionach sąsiednich, odnosząca się do rozkwitu i odnowienia buddyzmu tybetańskiego zapoczątkowanego w XI wieku. Nazwa ta w szczególności oznacza trzy współczesne najnowsze główne tradycje buddyzmu tybetańskiego sakja, kagju i gelug oraz pomniejszą tradycję dzionang powstałej na bazie sakja i przekazów tantry kalaczakra. W XI w. pojawiło się w Tybecie wielu wielkich uczonych i tłumaczy, którzy przenieśli nauki i praktyki buddyjski z końcowego okresu rozwoju buddyzmu w Indiach na grunt tybetański. Zaczęły docierać w szczególności nowe nauki tantr za sprawą takich wybitnych nauczycieli jak hinduski mistrz Atisza, które dały początek szkole kadam i późniejszej nowelizacji tej szkoły w gelug, Drokmi Tłumacz, którego nauki ugruntowały statut szkoły sakja oraz Marpa Tłumacz, którego nauki dały początek szkole kagju. W tym samym czasie zaczęto odkrywać ukryte skarby (tzw. termy) z zaginionymi naukami czasów Padmasambhawy, a tradycję tych wcześniejszych od sarma nauk, w odróżnieniu od nich, powszechnie nazywać jako ningma, czyli „starożytna tradycja”.